# Bozbash
Bozbash é uma sopa típica da Azerbaijan e consiste em cozer pedaços de carne de borrego com osso, juntamente com ervas aromáticas; a carne tira-se do caldo e frita-se, cobre-se com parte do caldo e junta-se batata, beringela, malagueta e cebola; deixa-se cozer e tempera-se com massa de tomate, sal e pimenta, junta-se o resto do caldo e deixa-se cozer até todos os ingredientes estarem bem agregados. 